# Demirtaş-Talsperre
Die Demirtaş-Talsperre (türkisch Demirtaş Barajı) ist eine Talsperre am Bach Ballıkaya Deresi, einem Zufluss des Nilüfer Çayı, am nordöstlichen Stadtrand der Provinzhauptstadt Bursa in der gleichnamigen Provinz im Nordwesten der Türkei.
Sie wurde in den Jahren 1977–1983 mit dem Zweck der Bewässerung und der Brauchwasserversorgung errichtet.
Das Absperrbauwerk ist ein 46 m hoher Erd-Stein-Schüttdamm.
Das Dammvolumen beträgt 1.714.000 m³. 
Der Stausee bedeckt bei Normalstau eine Fläche von 1,1 km². Der Speicherraum beträgt 14,5 Mio. m³. 
Die Talsperre dient der Bewässerung einer Fläche von 1710 ha.